# I violenti (film 1971)
I violenti (Los desalmados)  è un film western del 1971 diretto da Rubén Galindo.

## Trama
Selvaggio west, Darky e Lee sono due cowboy che si mantengono facendo i cacciatori di taglie. Quando tornano in città, dopo una delle loro missioni, Darky, che è innamorato della figlia dello sceriffo, viene sfidato da un giovane e lo uccide. Per questo delitto Darky viene condannato all'impiccagione. Il suo amico Lee, a questo punto, interviene in suo soccorso e lo aiuta a fuggire.
Quando però Lee vede la cospicua taglia messa sulla testa di Darky decide di partire per andarlo a catturare.